# Oryzopsis rechingeri
Oryzopsis rechingeri är en gräsart som beskrevs av Norman Loftus Bor. Oryzopsis rechingeri ingår i släktet Oryzopsis och familjen gräs. Inga underarter finns listade i Catalogue of Life.